# Stud.IP
Stud.IP (eine Abkürzung für Studienbegleitender Internetsupport von Präsenzlehre) ist eine internetbasierte Arbeitsumgebung zur Unterstützung von Lehrveranstaltungen an Bildungseinrichtungen (Lernplattform, Learning Management System), die als freie Software unter der GPL entwickelt worden ist, um über das Internet eine Kommunikation zwischen Lernenden und Lehrenden zu ermöglichen und zu standardisieren.

## Aufbau
Zu jeder Lehrveranstaltung einer Einrichtung werden Ablaufpläne, Dateiordner, Diskussionsforen, Teilnehmer-, Literatur- und Linklisten, News, Textchat, Wiki, Umfragen, Tests, Evaluationen bereitgestellt. Ziel ist es, bestehende Veranstaltungen telemedial zu unterstützen. Wie andere Lernplattformen oder Learning Management Systems (LMS) besitzt Stud.IP auch Kollaborationswerkzeuge (Community). Daneben hat es einige Komponenten wie eine Smileysammlung, Score-Funktionen und FOAF-Anzeigen integriert.
In Stud.IP ist die Organisation administrativer Aufgaben rund um die Lehre integriert, beispielsweise die Pflege von Webseiten zu Einrichtungen, Mitarbeitern und Lehrveranstaltungen. Es können Ressourcen (wie Räume oder ausleihbare Technik) verwaltet und verschiedene Listen, wie z. B. von Lehrveranstaltungen erzeugt und gedruckt werden. Zudem steht jedem Nutzer eine persönliche Homepage zur Verfügung.
Ein Ziel von Stud.IP ist es, die Medienkompetenz der Benutzer zu steigern. Zum anderen soll die Identifikation der Benutzer zur Bildungseinrichtung durch Interaktion zwischen Lehrenden und Lernenden über Stud.IP gesteigert werden.
Stud.IP stellt eine Infrastruktur für Bildungseinrichtungen bereit, die sich mit Modifikationen auch von Unternehmen und Einrichtungen mit großem Kommunikations- und Organisationsbedarf einsetzen lässt. Zu diesem Zweck wurde mit Stud.IP-eP eine an Unternehmensbelange angepasste Version entwickelt.
Stud.IP wird von der Firma data-quest, dem Verein ELAN e. V., sowie verschiedenen Hochschulen (u. a. LUH, Universität Oldenburg, Universität Osnabrück) weiterentwickelt. Diese Entwicklung wird von der Stud.IP-Core Group und dem Stud.IP e. V. qualitativ abgesichert.
Ab 2012 wurden aktiv Anstrengungen unternommen, Stud.IP auch für mobile Endgeräte anzubieten. Die Universität Oldenburg, Universität Osnabrück und private Entwickler arbeiteten an einer Webschnittstelle, über die Daten abgerufen werden konnten. Ab Herbst 2013 waren eine erste Anwendung für iOS und Android erhältlich. Während die Android-Version nicht mehr verfügbar ist, gibt es eine iOS-Version namens StudApp. Stud.IP fokussiert sich ab Version 3.3 auf die Optimierung der Webseiten für mobile Endgeräte.

## Verwendung
Es wird von einer Vielzahl an Universitäten und Fachhochschulen eingesetzt. Das nach Nutzern größte Stud.IP wird an der Göttinger Universität mit über 100.000 registrierten Benutzern und 75.000 Lehrveranstaltungen betrieben. An der Universität Halle sind über 30.000 Benutzer registriert und es werden über 63.000 Veranstaltungen verwaltet (Stand: April 2015).
Stud.IP kann weitreichende Aufgaben des Campus-Managements übernehmen. An einigen Hochschulen, wie z. B. der Universität Halle und der Universität Osnabrück, übernimmt es alle Funktionen zur Lehrveranstaltungsplanung, -verwaltung und -belegung, wie sie z. B. auch von Systemen wie HIS-LSF abgedeckt werden.